# Oxyaena
Genre
Oxyaena est un genre fossile de mammifères, qui a vécu du Paléocène supérieur à l'Éocène moyen en Amérique du Nord et peut-être en Europe.

## Description

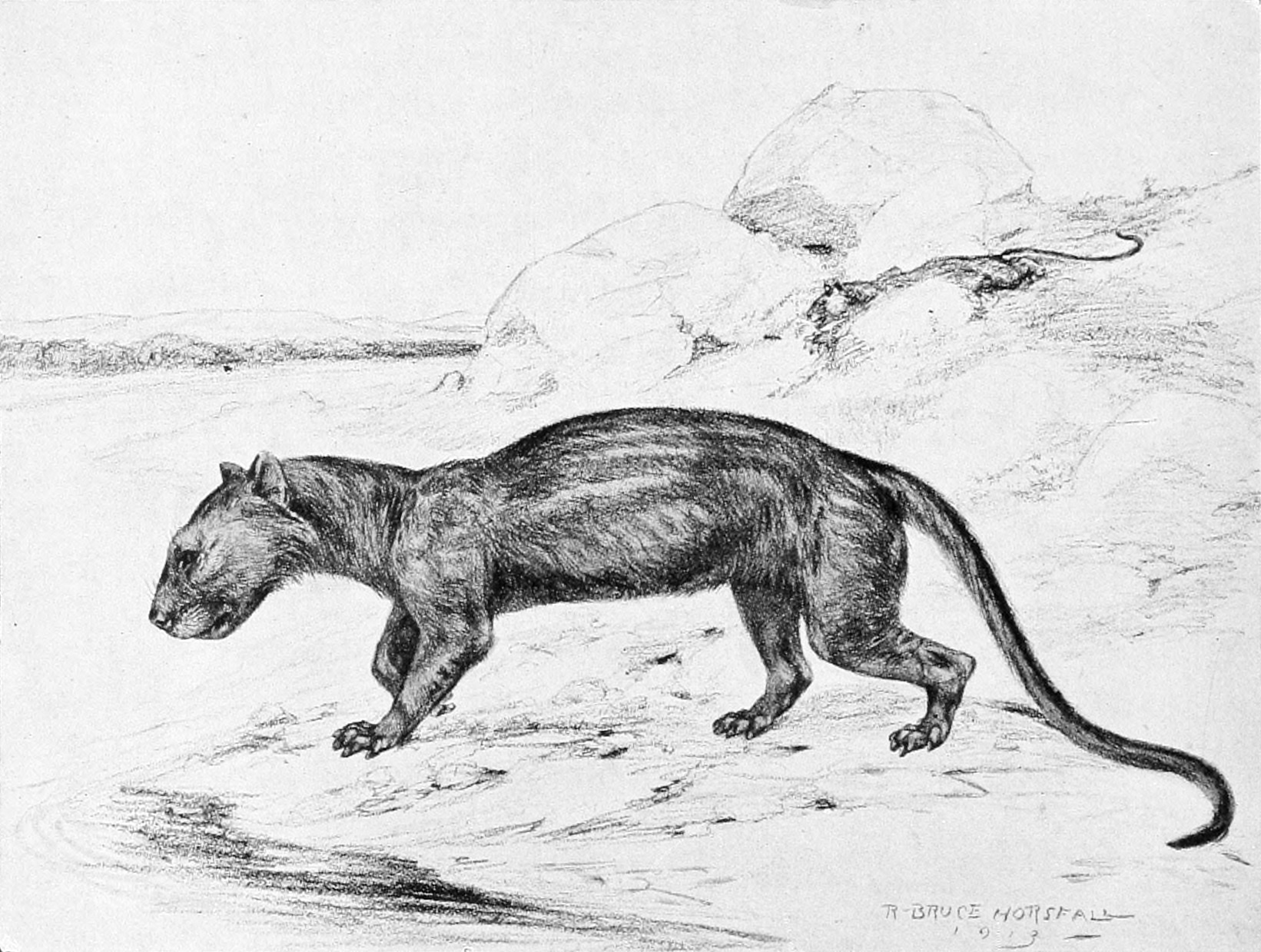
Oxyaena sp., vue d'artiste

Ressemblant de loin à un gros chat ou à un glouton, avec un corps robuste et des pattes courtes, Oxyaena était un des prédateurs les plus répandus de son époque. Il vivait dans les plaines et dans les forêts d'Amérique du Nord (la plupart des spécimens ont été retrouvés dans le Colorado) en chassant des petits animaux comme Hyracotherium. Sa longueur tournait autour du mètre, queue non comprise. Le crâne, court et trapu, possédait la denture typique des animaux carnivores, avec de grandes canines pointues et des molaires tranchantes. Contrairement aux vrais chats il était plantigrade et marchait en s'appuyant sur toute la surface de ses pieds ; ses pattes n'assuraient donc pas une course particulièrement efficace, c'est pourquoi on pense que cet animal tendait des guets-apens à ses proies.

## Taxonomie
Oxyaena, bien qu'assez semblable aux carnivores actuels, appartient à un groupe d'animaux nommé créodontes, que beaucoup de paléontologues reconnaissent comme les ancêtres ou les collatéraux des vrais carnivores. On en distingue de nombreuses espèces, dont la plus connue est O. lupina de l'Éocène inférieur des États-Unis. Les espèces du paléocène et les espèces les plus primitives d'Oxyaena sont souvent comprises dans le genre Dipsalidictis, mais beaucoup de spécialistes soutiennent que les deux genres sont identiques.

## Liste d'espèces
- Oxyaena Cope, 1874
- Oxyaena lupina - Cope, 1874 - Éocène, Wasatchian - EUA
- Oxyaena simpsoni - Van Valen, 1966 - EUA
- Oxyaena gulo - Matthew, 1915 - Éocène, Wasatchian (Wa2-Wa3) - EUA
- Oxyaena intermedia - Denison, 1938 - Éocène, Wasatchian (Wa4-Wa5) - EUA
- Oxyaena forcipata - Cope, 1874 - Éocène, Wasatchian (Wa5-Wa6) - EUA
- Oxyaena pardalis - Matthew, 1915 - EUA

## Source
- (it) Cet article est partiellement ou en totalité issu de l’article de Wikipédia en italien intitulé « Oxyaena » (voir la liste des auteurs).